# Ecliptopera maculata
Ecliptopera maculata är en fjärilsart som beskrevs av Hüfnagel och August Wilhelm Knoch 1938. Ecliptopera maculata ingår i släktet Ecliptopera och familjen mätare. Inga underarter finns listade i Catalogue of Life.